# Асатур, Агарон Николаевич
Агаро́н Никола́евич Асату́р (род. 27 февраля 1944, Ереван, Армянская ССР, СССР) — российский дипломат. Чрезвычайный и полномочный посол (2004).

## Биография
Окончил Институт восточных языков при МГУ им. М. В. Ломоносова (1967). Владеет индонезийским, армянским, английским и французским языками.
На дипломатической работе с 1968 года.
- С 13 сентября 1994 по 5 мая 1999 года — чрезвычайный и полномочный посол России на Маврикии[1][2].
- В 1999—2000 годах — директор департамента Министерства России по делам СНГ.
- В 2000—2002 годах — заместитель директора Департамента по связям с субъектами Федерации, парламентом и общественно-политическими организациями МИД России.
- С 7 февраля 2002 по 8 июня 2006 года — чрезвычайный и полномочный посол Российской Федерации в Македонии. Верительные грамоты вручил 14 марта 2002 года[3][4].

## Семья
Женат, имеет двоих детей.

## Награды
- Почётный работник Министерства иностранных дел Российской Федерации[5].

## Классный чин
- Действительный государственный советник Российской Федерации 3 класса (14 января 2000)[6]

## Дипломатический ранг
- Чрезвычайный и полномочный посланник 2 класса (24 апреля 1993)[7].
- Чрезвычайный и полномочный посланник 1 класса (6 августа 1999)[8].
- Чрезвычайный и полномочный посол (8 июля 2004)[9]